# 2018年加利福尼亞州12號提案
12號提案（英語：Proposition 12，專有名詞縮寫），是美國加利福尼亞州於2018年11月8日通過的一次公投，提案訴求農場養殖豬（Breeding pigs）、蛋雞（Egg-laying）或牛犢（Calf）時農民得保障養殖動物基本生活質，不允許使用妊娠定位欄（Gestation crate）等限制活動器具進行養殖。
相關稱呼培根法（Bacon Law）。

## 關聯條目
- 2008年加利福尼亞州2號提案
- 虐待動物